# Parc Léopold (Bruxelles)
Pour les articles homonymes, voir Parc Léopold.
 (juin 2022).
Si vous disposez d'ouvrages ou d'articles de référence ou si vous connaissez des sites web de qualité traitant du thème abordé ici, merci de compléter l'article en donnant les références utiles à sa vérifiabilité et en les liant à la section « Notes et références ».
Le parc Léopold (en néerlandais : Leopoldpark) est un site bruxellois constitué d'un parc public et de bâtiments historiques. Il est situé dans la vallée du Maelbeek, en bordure de la commune d’Etterbeek, au pied du quartier européen et du Muséum des sciences naturelles de Belgique. 
Dans le parc et autour se trouvent le Parlement européen et divers bâtiments de l'ancien campus de l'Université libre de Bruxelles.

## Histoire
L’endroit témoigne de l'existence d’un ancien domaine médiéval : caché au milieu des arbres, on découvre la tour Eggevoort, le reliquat d'un château du XVe siècle.

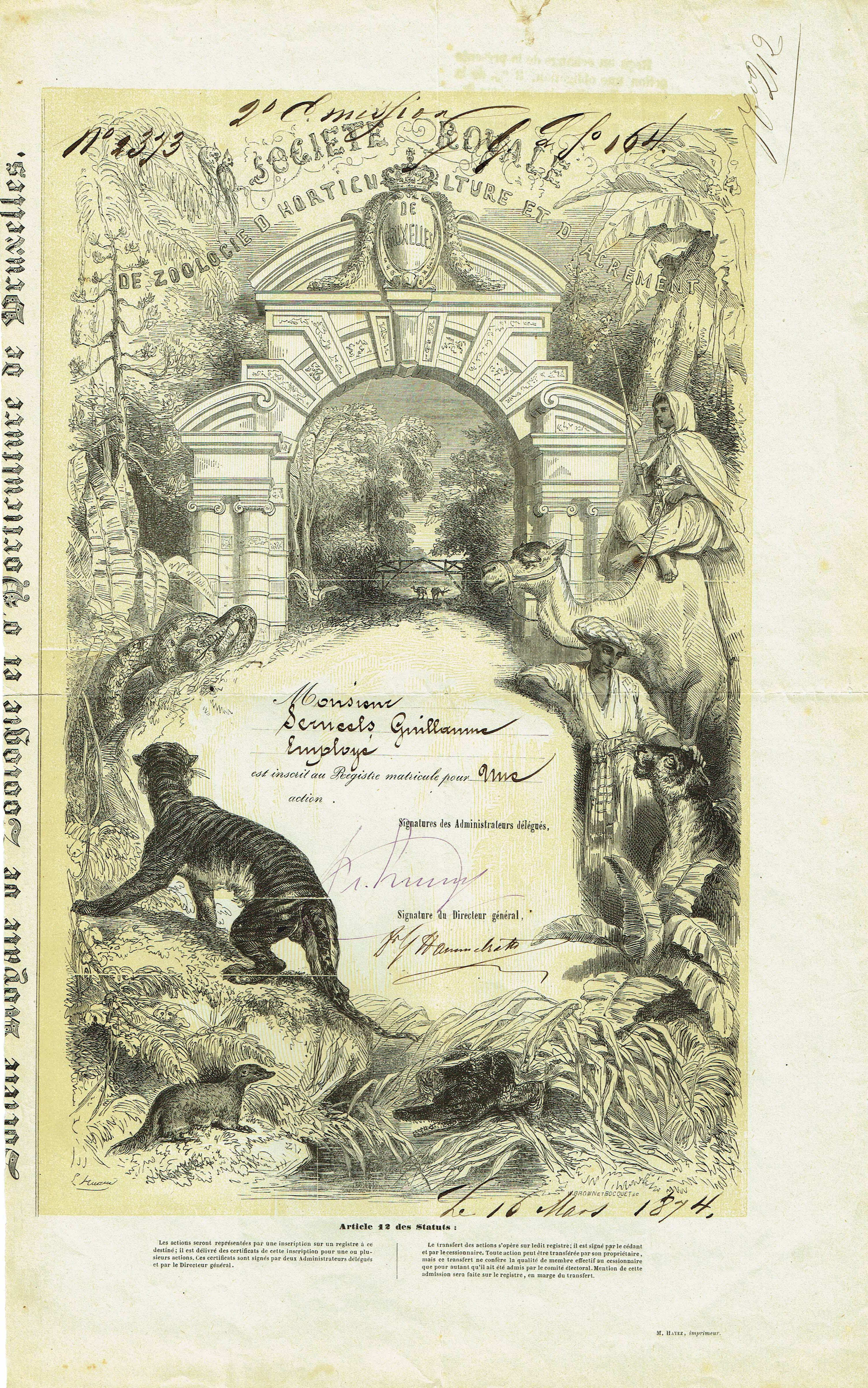
Action de la Société royale de Zoologie, d’Horticulture et d’Agrément, 16 mars 1874

L’histoire du parc débute en 1851, année où le lieu est concédé à la Société royale de Zoologie, d’Horticulture et d’Agrément qui y crée un parc zoologique et d’attractions destiné aux plaisirs mondains de l’époque. Durant vingt-cinq ans, s’y déroulent fêtes et concerts champêtres dans un jardin à l’anglaise, au côté d'une patinoire, d'animaux exotiques, de serres horticoles et d'autres curiosités. Le botaniste Jean Jules Linden gère le côté horticole des installations. En 1854 le futur architecte de la Cour de Léopold II, Alphonse Balat, conçoit une petite serre pour y héberger la Victoria amazonica, nénuphar géant d'Amazonie. Déménagée une première fois vers le Jardin botanique de Bruxelles, elle trouvera son emplacement définitif au Jardin botanique de Meise en 1941. Conscient que la Société de Zoologie gère mal le parc, Linden rachète la partie sur laquelle se trouvent ses serres. Il y cultive des plantes rares, notamment des orchidées, qu'il propose à la vente. Après son décès, les serres seront vendues à la ville de Bruxelles en 1908. Un buste de Jean Jules Linden trône à l'emplacement de l'ancienne serre de la Victoria amazonica.
En 1877 le zoo est déclaré en faillite. Une tentative de relance échoue et la fermeture intervient définitivement en 1880. Les pensionnaires sont vendus à des ménageries ou à des particuliers. Les invendus sont abattus... Le parc est transmis pour l'essentiel à la Ville de Bruxelles et, à l’occasion des célébrations du cinquantenaire de l’indépendance de la Belgique en 1830, hérite du nom de Parc Léopold, en l'honneur de Léopold II.
La partie haute du parc ayant été cédée à l'État, il est décidé d’installer les collections du Muséum des sciences naturelles de Belgique dans l’ancien couvent des Dames Rédemptoristes (classé en 1987). Ce bâtiment sera considérablement transformé pour l'occasion et l'ouverture du musée ne se fera qu'en 1891. Depuis, le musée a pris le nom de Musée royal des sciences naturelles.
Le Muséum sera plusieurs fois agrandi, en 1905 par l’architecte Charles-Émile Janlet, pour accueillir dans une nouvelle aile les Iguanodons découverts à Bernissart, et de 1936 à 1954 (18 ans) par Lucien de Vestel qui ajoute hors du parc un imposant immeuble tour au pied duquel se trouve l’accès actuel de l’ensemble. La tour, qui abrite des laboratoires de l'Institut des Sciences Naturelles dont dépend le muséum, ne recevra sa façade qu'en 1958, le hall d'entrée étant modernisé en 1980.
À partir de 1891 sous l’action conjointe de la ville et de l’Université libre de Bruxelles est créée la « Cité de la Science » avec l’aide de mécènes tels que les industriels Ernest Solvay et Raoul Warocqué et le médecin Paul Héger.
La conception des bâtiments est confiée à des architectes de renom : Jules-Jacques Van Ysendyck, Constant Bosmans et Henri Vandeveld. S’y installent entre autres, les instituts de sociologie (bibliothèque Solvay), de physiologie, d’anatomie, de dentisterie à la place de l'ancien institut d'hygiène, l’institut Pasteur et l’école de commerce. 
Toujours visibles aujourd’hui, ces bâtiments font du parc un lieu de grand intérêt architectural. 
Le plus connu, l’ancienne bibliothèque Solvay, de style éclectique inaugurée en 1902 cache derrière une façade sobre et classique, un intérieur de style art nouveau, conçu sur deux niveaux ; le riche décor de bois précieux, mosaïques et vitraux est éclairé par une large verrière en toiture.
À partir de 1919, l’université déménage sur le campus du Solbosch. En 1930, le Lycée Émile Jacqmain s’installe dans l’ancien institut de Physiologie, où a eu lieu en  1927 le cinquième Congrès Solvay auquel ont participé les sommités internationales de la physique dont 17 obtinrent le Prix Nobel dont Albert Einstein et Marie Curie.
Les autres bâtiments sont aujourd’hui[Depuis quand ?] occupés par des services du muséum ou de l’Union européenne dont l'imposant parlement domine le parc.
Vestige du Maelbeek, un étang et ses abords accueillent une faune locale de canards colvert, hérons cendré, poules d'eau et foulques ou plus exotique d’oies du Nil et de perruches à collier.

## Galerie

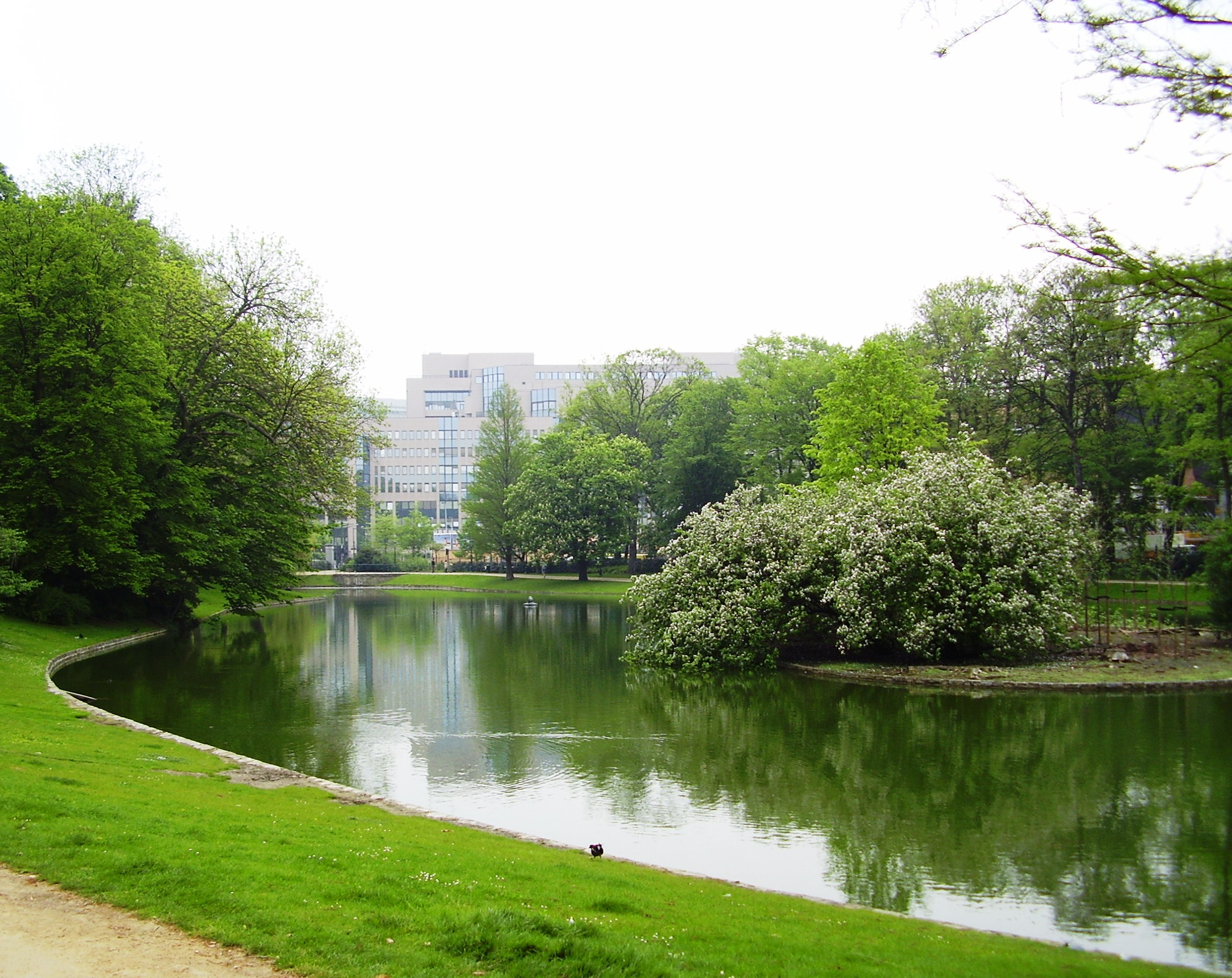
L'étang du parc Léopold.
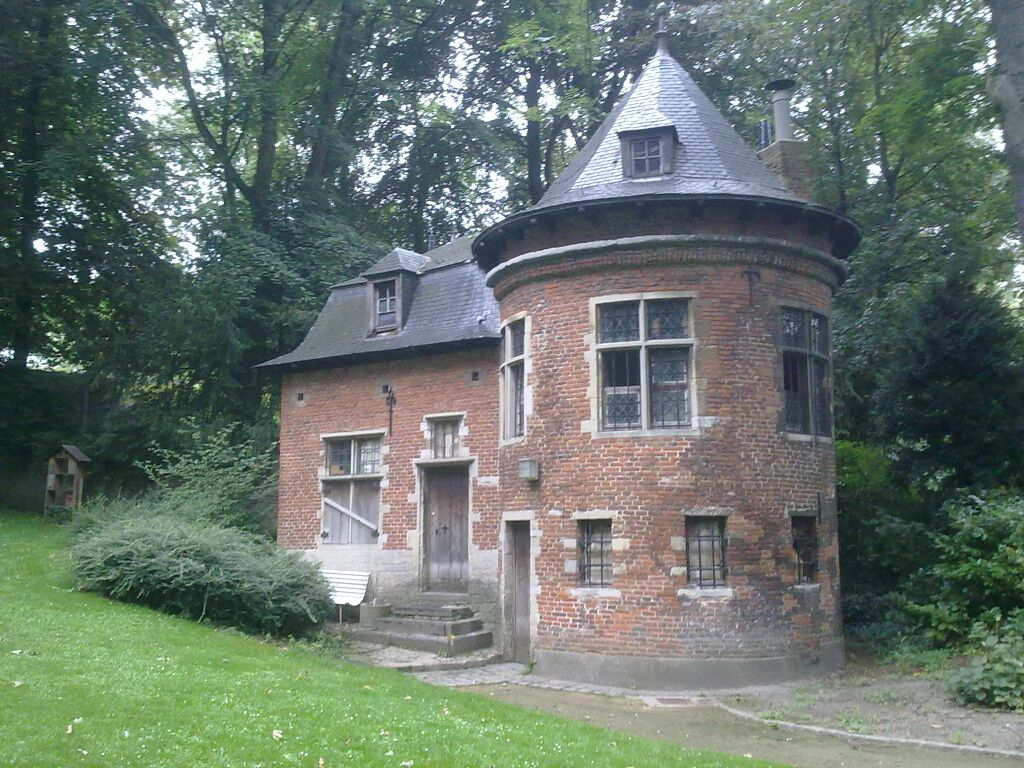
La tour Eggevoort.
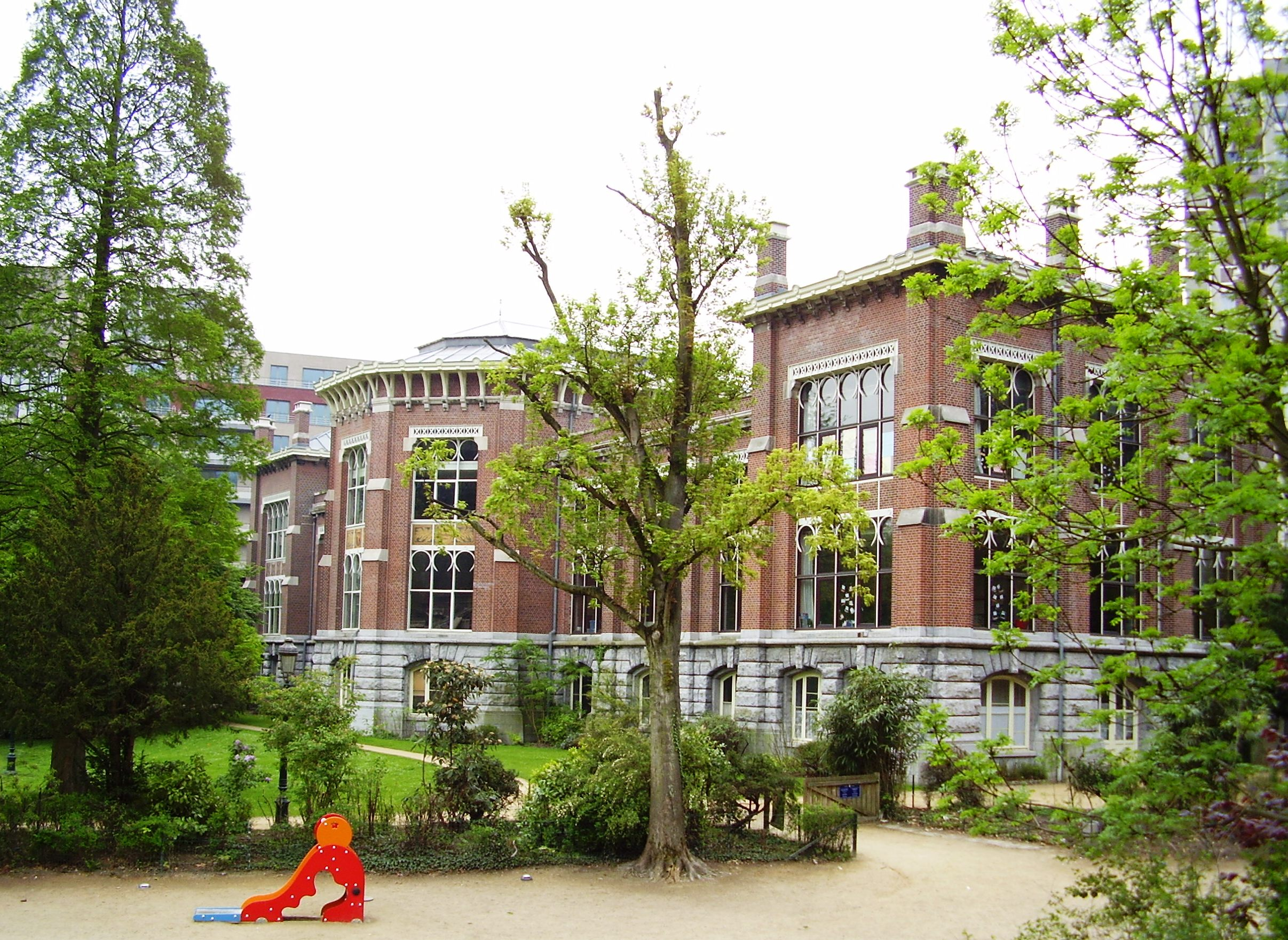
Ancien institut d'anatomie, classé le 8 août 1988.
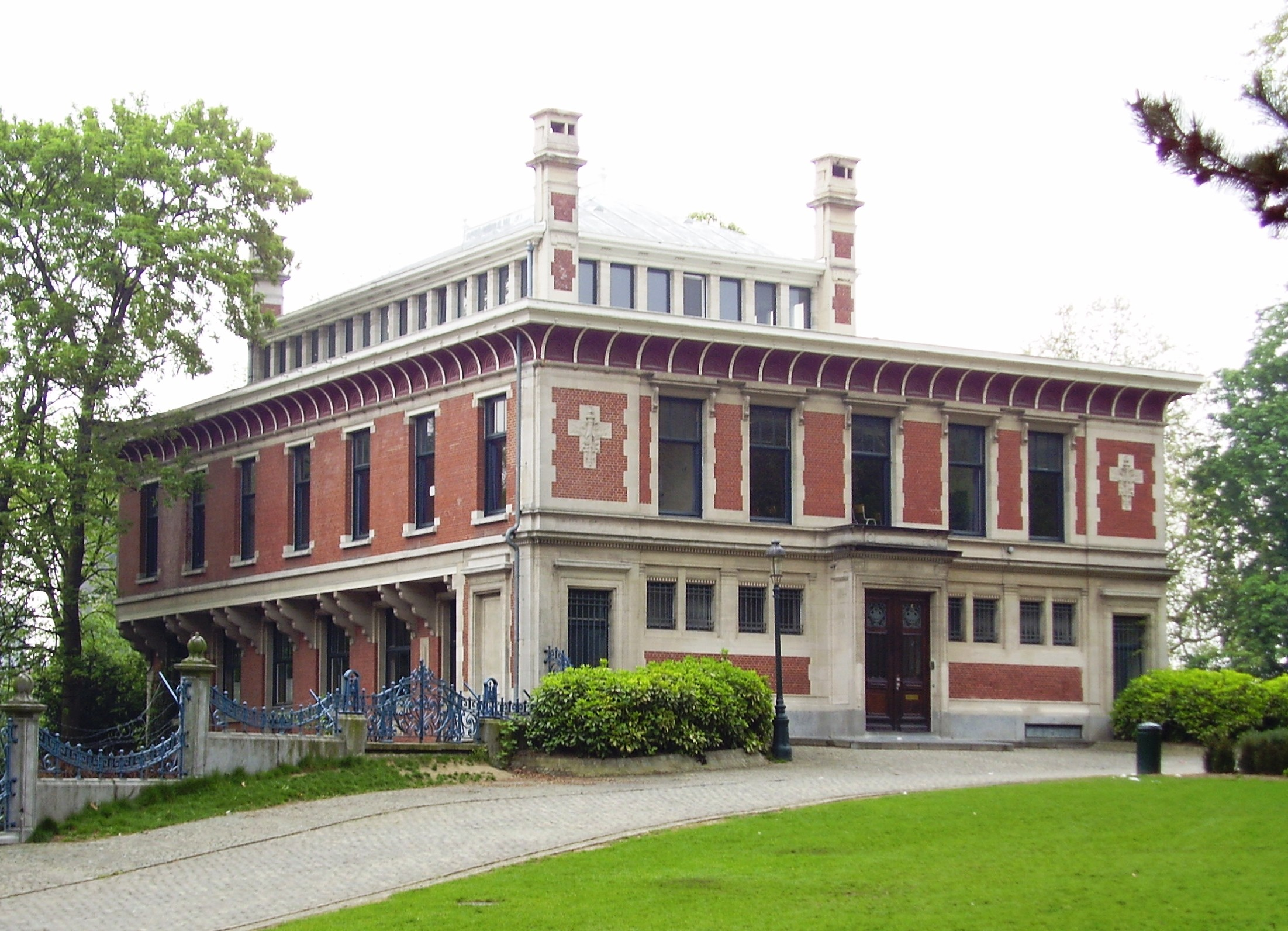
Ancienne école de commerce.
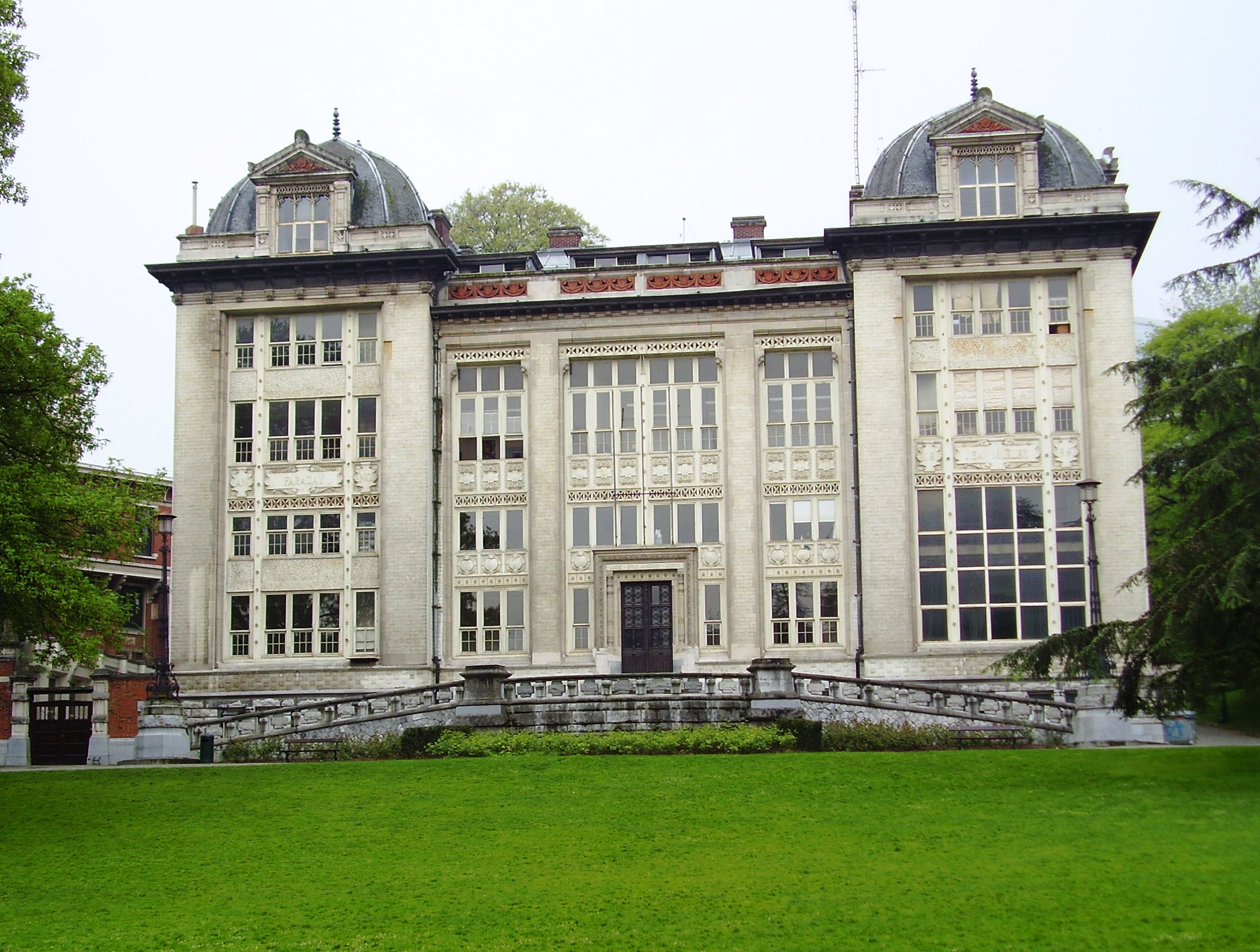
Ancien institut de physiologie, siège du 5e Congrès Solvay en 1927.
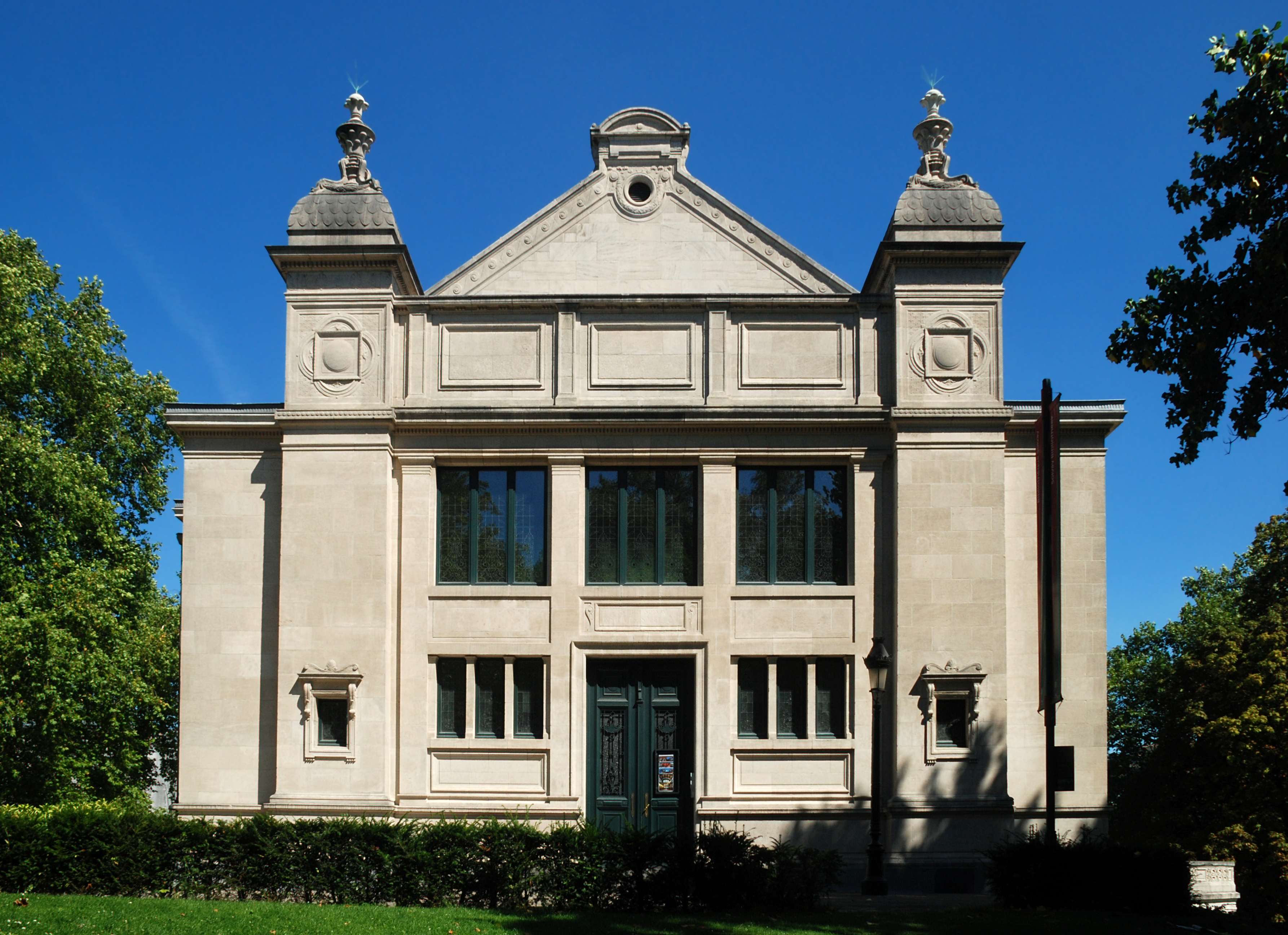
Ancienne bibliothèque Solvay, don d'Ernest Solvay à son ami, le sociologue Emile Waxwiler.

## Arbres remarquables

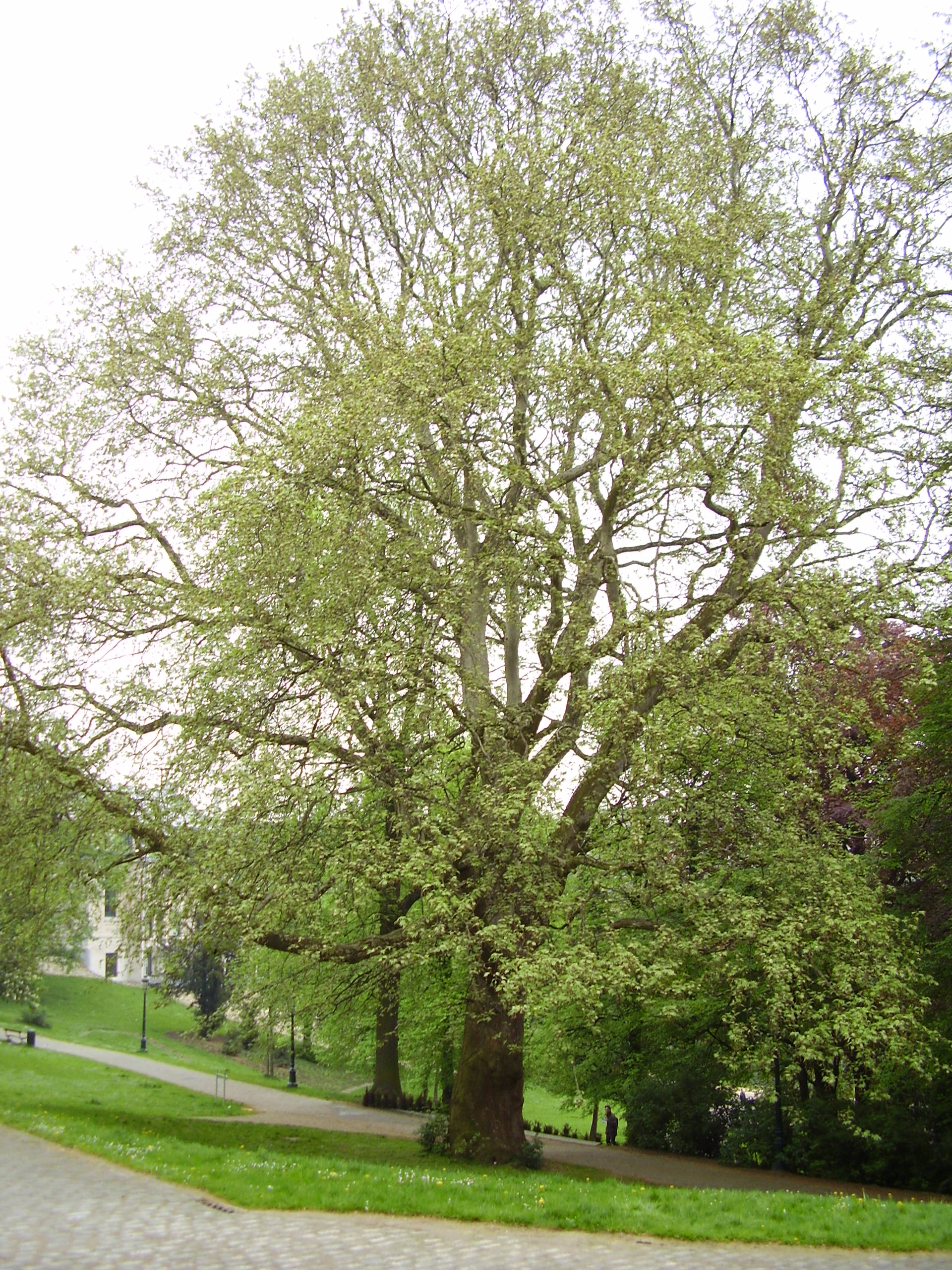
Platane d'Orient (pour l'échelle, voir la personne qui se tient à droite de l'arbre)

Plus de 50 arbres remarquables sont répertoriés sur le site par la Commission des monuments et des sites, parmi lesquels un impressionnant et remarquable platane d'Orient, exemplaire unique à Bruxelles, qui étale sa large ramure bicentenaire sur les hauteurs du parc :
| nom français         | nom latin               | cir. en cm | coordonnées                 |
| -------------------- | ----------------------- | ---------- | --------------------------- |
| Platane d'Orient     | Platanus orientalis     | 586        | 50° 50′ 15″ N, 4° 22′ 43″ E |
| Marronnier commun    | Aesculus hippocastanum  | 444        |                             |
| Hêtre d'Europe       | Fagus sylvatica         | 391        |                             |
| Tulipier de Virginie | Liriodendron tulipifera | 342        |                             |